# Opius daghestanicus
Opius daghestanicus är en stekelart som beskrevs av Telenga 1950. Opius daghestanicus ingår i släktet Opius och familjen bracksteklar. Inga underarter finns listade i Catalogue of Life.